# Banque de combustible nucléaire
Une banque de combustible nucléaire est une réserve d'uranium enrichi pour les pays disposant de centrales nucléaires mais pas de technologie d'enrichissement de l'uranium. 